# IQ

John Carlyle Raven dolgozta ki a Progresszív Mátrixok tesztet, amely az összetett információkon alapuló következtetés képességét méri

Az IQ (intelligence quotient, azaz intelligenciahányados) egy viszonyító szám, amelynek segítségével kimutatható, hogy a vizsgált személy pillanatnyi értelmi képessége (értsd: intelligenciája) és az azonos életkorú, átlagos értelmi képességekkel rendelkező személy szellemi teljesítménye között milyen mértékű pozitív vagy negatív eltérés tapasztalható.
Az intelligencia számszerűsítésére többféle módszert dolgoztak ki a kutatók. Az egyik legismertebb eljárást a német származású Stern dolgozta ki, ezt vette át 1916-ban, Terman. Az intelligenciahányados megállapítására többnyire a Mill Hill Szótártesztet, az úgynevezett Raven-tesztet (Standard Progresszív Mátrixok (SPM), Színes Progresszív Mátrixok (CPM) és a Nehezített Progresszív Mátrixok (APM)) együtt használják, amelyeket Raven angol pszichológus a harmincas években dolgozott ki.
Az IQ teszt méri a veleszületett kognitív készségeket: logikus gondolkodás, problémamegoldás, térbeli érzék, memória, információ-feldolgozási sebesség stb.
Fontos felhívni a figyelmet arra a gyakori tévedésre, amely az IQ-t és magát az intelligenciát összekeveri a tudással. Az IQ veleszületett kognitív képességeket mér – amelyek főként genetikailag meghatározottak és korai fejlődés határozza meg –, míg a tudás teljesen más kategória, mivel az tanulással, tapasztalattal és környezeti hatásokkal szerzett, elsajátított információk halmazát jelöli. 
E fontos különbségtétel a pszichometria elméleti alapja, és több évtizedes empirikus kutatásokon nyugszik.

## Az intelligenciaszámítás különböző formái

A különböző társadalmi csoportok approximált IQ-görbéje; alakjában közelít a normál eloszlás görbéjéhez.

Az intelligencia tesztelése a Stanford–Binet-teszttel kezdődött, amit 1905-ben hoztak létre diákok részére. Úgy tartották, hogy az átlagosnál alacsonyabb értelmi képesség nem azt jelenti, hogy nem képes tanulni a diák, hanem hogy több segítségre van szüksége.
A modern intelligenciamérés statisztikai skálázást alkalmaz. A teszten elért lehetséges pontszámokat kell IQ számokká skálázni. Ehhez feltételezik, hogy az emberek teljesítménye a teszteken az úgynevezett normális eloszlást követi. A skálázást ezek után úgy dolgozzák ki, hogy egy adott népcsoport, amelynek IQ-tesztjéről van szó, átlagos teljesítménye 100 legyen. Az IQ egységét pedig úgy állapítják meg, hogy 15 pont legyen a szórás. Léteznek 16 illetve 24-es szórású normális eloszlást adó tesztek. Ezért önmagában nem elég azt mondani, hogy valakinek ennyi és ennyi az IQ-ja, hozzá kell tenni, hogy milyen szórású skálán.

## IQ kritikák
Az interneten könnyen elérhető IQ-tesztek és EQ-tesztek esetében helyesen használják a teszt szót a mérés helyett, mert valóban hiányzik a mérés fogalmánál megkövetelt stabilitás és vitathatatlan kalibrálhatóság. A nyilvánosság elé kerülő tesztek értéke ugyanis hamar devalválódik a betanulhatóság miatt, így a nagy anyagi ráfordítással kalibrált, komoly mérésre alkalmas IQ-teszteket a jogtulajdonosok nem teszik a nyilvánosság számára szabadon elérhetővé. E téren az adaptív tesztek megjelenése indított el változást 2012-ben: amellett, hogy feloldja a kitöltés időigénye és a precíz mérés közti ellentmondást, gyakorlatilag lehetetlenné teszi a megoldókulcs betanulását, mivel a számítógép a nagy számú feladatot tartalmazó adattárból véletlenszerűen választott első kérdés után már kitöltés közben értékelést végez, így mindig egyénre szabottan adja a következő feladatot.
- Probléma, hogy a Flynn-effektus szerint „az évek során az IQ-teszteken elért átlagpontszámok – ha nem végzik el az értékelés korrekcióját – világszerte folyamatosan emelkednek”. Ez azért jelent komoly gondot, mert az IQ adott korcsoportra vetített átlaga az IQ definíciója szerint mindig 100, és ehhez az átlaghoz képest kell a tesztnek adott szórással megadnia az IQ értékét. Ezért a komoly teszteket rendszeresen újra kell kalibrálni, ami jelentős anyagi ráfordítást igényel. Az áthárított többletköltségeket a felhasználó pszichológusok itthon ritkán vállalják fel, ennek eredménye, hogy Magyarországon még professzionális felhasználásban is gyakoriak az elavult, ma már felülmérő tesztek.
- Probléma, hogy az IQ – definíciója szerint – az adott korcsoport szellemi teljesítmény szerinti sorrendjében betöltött helyet mutatja, a tesztekben szereplő feladatok megoldásának képessége viszont egy adott életkor felett folyamatosan csökken. Az ellentmondás feloldására a tesztek kiértékelésénél életkor-korrekciót alkalmaznak, így deklaráltan jelentősen eltérő intelligenciateljesítmények állnak azonos IQ-minősítések mögött. Például az elsődleges forrásnak tekinthető magyar Mensa honlap[4]  szerint: „az ország tesztjének értékelése” (2003. április 5.) az elért pontszámokat úgy számítja át IQ-értékre, hogy öt átszámítási kulcsa van az „IQ érték korcsoportok szerint”. Így például egy 140-es IQ-hoz 16-19 évesen 66 pont kell, 20-34 évesen már 68 pont kell, majd 35-54 évesen már elegendő a tapintatosabb 62 pont, és a szellemi hanyatlásban nincs megállás, 55-69 évesen már 56 pont is megteszi, és 70 fölött már 53 pontra is megadják a 140-es IQ értékelést.
- Probléma, hogy Magyarországon még egyetemi körökben is sokáig egy szinten kezelték az IQ fogalmát a jóval kevésbé megalapozottan mérhető EQ fogalmával. 2005-ben az ELTE Pedagógia és Pszichológia szigorlat hivatalos tananyaga szerint „az intelligencia az, amit az IQ-teszt mér”. Ehhez hasonlóan tanították, hogy „az érzelmi intelligencia az, amit az EQ-teszt mér (Emotional Quotient)”, hozzátéve, hogy mindkét esetben az ezen tesztekkel definiált intelligenciák nem azonosak az évezredek óta folyamatosan formálódó fogalmakkal. Közismert tény hazai egyetemi közösségekben, hogyha egy kiemelkedő diákot vagy tanárt dicsérni akarnak, kiemelkedőségét méltatni akarják, akkor például nemzetközi diákolimpiai vagy szellemes kutatási eredményeire szoktak hivatkozni, de egy sikeres IQ-teszt ritkán kerül a méltatási indokok közé.

A magyar Mensa honlapja szerint: „A Mensa-tesztekre azok szoktak jelentkezni,
- akiknek fontos mások és maguk intelligenciája;
- akik tudni szeretnék, mekkora az IQ-értékük;
- akiknek kihívás, hogy a felső 2%-ba tartozzanak;
- akik a magukhoz hasonlók társaságát keresik.”

Mérő László matematikus, publicista és pszichológus, visszatérően foglalkozik a valóságos intelligencia kérdésével, és nagyságrendekbe sorolásával a sikeres Észjárások 1989 ISBN 9630553007 (1997: ISBN 9638453303), Mindenki másképp egyforma 1996 ISBN 9638453192 és Új észjárások 2001 ISBN 9638453540 könyveiben. Az IQ fogalmának lassú terjedését Magyarországon jól mutatja, hogy az igen intelligensnek tartott szerzőnek, az intelligencia fogalmát is erősen körbejáró és szakmailag igen elismertnek tartott művei a 2010-ben megjelent Az érzelmek logikája ISBN 9789639633742 című műve előtt milyen mértékben nem alapoztak az IQ fogalmára és az IQ-tesztekre.

## Mensa
Világszerte léteznek olyan egyesületek, amelyek a magas intelligenciahányadossal rendelkező embereket tömörítik. A tagság alapfeltétele egy nemzetközileg szabályozott IQ-teszt megfelelő eredményű kitöltése. A legismertebb nemzetközi egyesület a Mensa International, amelynek magyarországi szervezete a Mensa HungarIQa.